# Honda CBR600RR
Honda CBR600RR är Hondas mindre sporthoj, lillasyster till Honda Fireblade (CBR1000RR).
Motorn är en kompakt och avancerad rad-4:a fyrtaktsmotor med dubbla överliggande kamaxlar och elektroniskt insprutning (på de senare årsmodellerna). Chassit är baserat på aluminiumprofiler och är lätt och kompakt. Fjädringskomponenterna är från Hondaägda Showa.
CBR600RR anses vara mjukare i karaktären och mer lättkörd än konkurrenternas liknande maskiner, men har trots detta hävdat sig mycket bra på racingbanorna. CBR600RR utgör basen för Hondas racingmotorcyklar i roadracingens Supersport-klass där den varit dominerande de sista åren. Modellen vann samtliga supersport världsmästerskap mellan åren 2002 till 2008, samt år 2010.